# Гранель, Алекс
Алехандро Гране́ль Ногуе (исп. Alejandro 'Álex' Granell Nogué; род. 2 августа 1988 года, Олот, провинция Жирона, Испания) — испанский футболист, полузащитник клуба «Ломмел».

## Карьера
Гранель начал заниматься футболом в пятилетнем возрасте, обучался в футбольной школе клуба «Жирона». Когда ему исполнилось 16 лет, руководство клуба сочло его недостаточно перспективным и отчислило из молодёжной команды. Два года Гранель отыграл за молодёжную команду «Сабат» из Жироны, а в 2006 году оказался уже во взрослой команде «Фарнерс», игравшей на региональном уровне. Следующие семь лет Алехандро выступал в низших лигах Испании за следующие клубы: «Палафружель» (первая лига Каталонии), «Баньолес» (Терсера), «Манльеу» (Терсера), «Льягостера» (Терсера и Сегунда Б), «Олот» (Терсера), «Кадис» (Сегунда Б) и «Прат» (Сегунда Б). Параллельно с игрой в футбол Гранель получил диплом учителя начальных классов и три года работал по специальности.
В июне 2014 года Гранель вернулся в «Жирону», заключив контракт на два года. Клуб в это время выступал в испанской Сегунде, в которой Алекс дебютировал 24 августа 2014 года в матче с «Расингом» из Сантандера. С первого же сезона Гранель стал одним из основных игроков «Жироны». В 2017 году он помог команде выйти в Примеру и вскоре стал её капитаном. Его дебют в главной лиге Испании состоялся 19 августа 2017 года в матче с «Атлетико Мадрид». Всего за два сезона Гранель сыграл 66 матчей в испанской Примере, забил один гол. 15 августа 2019 года, несмотря на вылет «Жироны» в Сегунду, он продлил контракт с клубом на три года.
6 октября 2020 года Гранель впервые в своей карьере перешел в иностранный клуб, подписав контракт с клубом «Боливар» из боливийской Примера-Дивизион.
8 августа 2022 года 34-х летний игрок подписал контракт с бельгийским «Ломмелом».

## Статистика выступлений
| Выступление      | Выступление      | Выступление      | Лига | Лига | Кубок страны | Кубок страны | Другие | Другие | Итого | Итого |
| Клуб             | Лига             | Сезон            | Игры | Голы | Игры         | Голы         | Игры   | Голы   | Игры  | Голы  |
| ---------------- | ---------------- | ---------------- | ---- | ---- | ------------ | ------------ | ------ | ------ | ----- | ----- |
| Льягостера       | Терсера          | 2010/11          | 34   | 3    | 0            | 0            | —      | —      | 34    | 3     |
| Олот             | Терсера          | 2011/12          | 34   | 9    | 0            | 0            | —      | —      | 34    | 9     |
| Льягостера       | Сегунда Б        | 2012/13          | 12   | 0    | 4            | 0            | —      | —      | 16    | 0     |
| Кадис            | Сегунда Б        | 2012/13          | 19   | 2    | 0            | 0            | —      | —      | 19    | 2     |
| Прат             | Сегунда Б        | 2013/14          | 34   | 4    | 0            | 0            | —      | —      | 34    | 4     |
| Жирона           | Сегунда          | 2014/15          | 42   | 5    | 1            | 0            | 2      | 0      | 45    | 5     |
| Жирона           | Сегунда          | 2015/16          | 36   | 4    | 0            | 0            | 4      | 0      | 40    | 4     |
| Жирона           | Сегунда          | 2016/17          | 31   | 2    | 0            | 0            | —      | —      | 31    | 2     |
| Жирона           | Примера          | 2017/18          | 34   | 1    | 1            | 0            | —      | —      | 35    | 1     |
| Жирона           | Примера          | 2018/19          | 32   | 0    | 5            | 2            | —      | —      | 37    | 2     |
| Жирона           | Сегунда          | 2019/20          | 3    | 0    | 0            | 0            | —      | —      | 3     | 0     |
| Жирона           | Итого            | Итого            | 178  | 12   | 7            | 2            | 6      | 0      | 191   | 14    |
| Всего за карьеру | Всего за карьеру | Всего за карьеру | 311  | 30   | 11           | 2            | 6      | 0      | 328   | 32    |